# Pierre-Louis Valette
Pierre Louis Valette est un homme politique français né le 1er juillet 1756 à Nasbinals (Gévaudan) et décédé le 25 novembre 1827 à Banassac (Lozère).

## Biographie
Pierre-Louis Valette-Desplos naît le 1er juillet 1756 à Nasbinals. Il est le fils de Guillaume Valette-Desplos, seigneur de Lasbros, et de son épouse, Marie Victoire Conorton de Gambaize. 
Avocat et magistrat, procureur impérial à Mende auprès de la cour criminelle départementale de la Lozère, il est député de la Lozère en 1815 pendant les Cent-Jours.
Il meurt le 25 novembre 1827 à Banassac.

## Distinctions
- Chevalier de la Légion d'honneur (14 juin 1804)[3]

## Sources
- « Pierre-Louis Valette », dans Adolphe Robert et Gaston Cougny, Dictionnaire des parlementaires français, Edgar Bourloton, 1889-1891 [détail de l’édition]